# Acrocyrtidus auricomus
Acrocyrtidus auricomus är en skalbaggsart som beskrevs av Holzschuh 1982. Acrocyrtidus auricomus ingår i släktet Acrocyrtidus och familjen långhorningar.
Artens utbredningsområde är Nepal. Inga underarter finns listade i Catalogue of Life.